# ستيرلينغ برايس
ستيرلينغ برايس (بالإنجليزية: Sterling Price )‏ (و. 1809 – 1867 م) هو سياسي أمريكي، ولد في مقاطعة برينس إدورد، كان عضوًا في الحزب الديمقراطي الأمريكي، ويحمل رتبة عسكرية فريق أول، توفي في سانت لويس، ميزوري، عن عمر يناهز 58 عاماً، بسبب كوليرا.

## مناصب
تولى منصب حاكم ميسوري ‏ (3 يناير 1853–5 يناير 1857)
- عضو مجلس النواب الأمريكي (4 مارس 1845–12 أغسطس 1846).

## التعليم
تعلم في Hampden–Sydney College ‏.

## الخدمة العسكرية
خدم في مشاة.
| المناصب السياسية          | المناصب السياسية                                         | المناصب السياسية      |
| ------------------------- | -------------------------------------------------------- | --------------------- |
| سبقه Austin Augustus King | حاكم ميسوري (11) 3 يناير 1853 - 5 يناير 1857             | تبعه Trusten Polk     |
| سبقه John Jameson         | عضو مجلس النواب الأمريكي (3) 4 مارس 1845 - 12 أغسطس 1846 | تبعه William McDaniel |